# Винипегосис
Винипегосис (енгл. Lake Winnipegosis) је језеро у централној Канади, око 300 километара северозападно од града Винипега.
Језеро има површину од 5370 km². Ово издужено, 240 километара дуго језеро је једно од три велика језера централне Манитобе. Остала два су Винипег и Манитоба. Сва три су остатак преисторијског глацијалног језера Агасиз.